# 1766 års överflödsförordning
1766 års överflödsförordning var en historisk svensk överflödsförordning, införd 1766 och avskaffad 1771. Det var den mest omfattande överflödsförordning som införts i Sverige. 
Mellan 1720 och 1794 utfärdades 58 överflödsförordningar, de mest omfattande 1720, 1731, 1766 och 1794, men ingen var mer restriktiv än 1766 års överflödsförordning. 
Lagen förbjöd helt import av kaffe, choklad, arrak, punsch, likörer, luktvatten och vissa vinsorter. Som dessert vid måltiderna tilläts endast "inrikes växte och syltade frukter".
Bruket av tobak belades med en betydligt förhöjd avgift av 1 daler silvermynt om året. Personer under 21 års ålder förbjöds helt att bruka tobak, dock med undantag för sjöfolk, gruv- och hyttarbetare samt soldater.
På kvinnokläder förbjöds alla släp och flera slags garneringar, styvkjortlar, tråd- och silkesspetsar över en tums bredd, med mera. Den jordbrukande befolkningen skulle klä sig såsom det i gamla tider var brukligt på varje ort, och för alla tjänstepigor, soldathustrur och liknande förbjöds bruket av siden till kläder utom till smärre persedlar.
De ofrälse stånden genomdrev även en avgift av 200 daler silvermynt för rätten att använda utlänningar till barnens undervisning.
Även den lyx som påkostades de döda ville man förhindra genom att förbjuda likkistor av ek eller andra dyrbara träslag med fina beslag samt kostbara svepningar.
Gustav III avskaffade samtliga svenska överflödslagar efter sitt trontillträde 1771, och ingen ny infördes förrän med 1794 års överflödsförordning.